# NGC 7474
NGC 7474 (другие обозначения — PGC 70379, MCG 3-58-26, ZWG 453.58, NPM1G +19.0567) — линзообразная галактика (S0) в созвездии Пегас.
Этот объект входит в число перечисленных в оригинальной редакции «Нового общего каталога».